# Planungsregion Ingolstadt
Die Planungsregion Ingolstadt ist eine von insgesamt 18 Planungsregionen des Freistaates Bayern. Entsprechend der amtlichen Nummerierung wird sie auch als Planungsregion 10 oder Region 10 bezeichnet.

## Struktur

Planungsregion 10: Ingolstadt

Die Planungsregion Ingolstadt liegt im nördlichen Teil des Regierungsbezirkes Oberbayern. Im Regionalen Planungsverband sind folgende Körperschaften zusammengeschlossen: die Kreisfreie Stadt Ingolstadt, die Landkreise Eichstätt, Neuburg-Schrobenhausen und Pfaffenhofen a.d.Ilm sowie die dazugehörigen Landkreisgemeinden.
In der Region leben rund 500.000 Einwohner auf einer Fläche von 2.848 km². Das Regionalzentrum der Region ist mit rund 140.000 Einwohnern die Stadt Ingolstadt. Zugehörige Mittelzentren sind Beilngries, Eichstätt, Neuburg an der Donau, Schrobenhausen und Pfaffenhofen an der Ilm.

### Liste der größten Gemeinden
Stand 31. Dezember 2024
| Pos. | Gemeinde                | Landkreis | Einwohner |
| ---- | ----------------------- | --------- | --------- |
| 01   | Ingolstadt              |           | 141.185   |
| 02   | Neuburg an der Donau    | ND        | 030.135   |
| 03   | Pfaffenhofen an der Ilm | PAF       | 026.996   |
| 04   | Schrobenhausen          | ND        | 017.815   |
| 05   | Eichstätt               | EI        | 013.891   |
| 06   | Manching                | PAF       | 013.042   |
| 07   | Gaimersheim             | EI        | 012.468   |
| 08   | Wolnzach                | PAF       | 011.623   |
| 09   | Geisenfeld              | PAF       | 011.563   |
| 10   | Beilngries              | EI        | 010.218   |
| 11   | Kösching                | EI        | 09.788    |
| 12   | Vohburg an der Donau    | PAF       | 08.891    |
| 13   | Reichertshofen          | PAF       | 08.126    |
| 14   | Großmehring             | EI        | 07.576    |
| 15   | Altmannstein            | EI        | 07.150    |

## Geschichte
1972 erfolgte die Einteilung des Freistaates Bayern in 18 Planungsregionen auf Grundlage des Bayerischen Landesplanungsgesetzes von 1970. Der Regionale Planungsverband entstand 1973. Aktuelle Verbandsvorsitzende ist Petra Kleine, Dritte Bürgermeisterin der Stadt Ingolstadt.
Seit September 2018 existiert ein Gemeinschaftstarif der Verkehrsgesellschaften der Planungsregion Ingolstadt.